# Поселения иностранцев в России

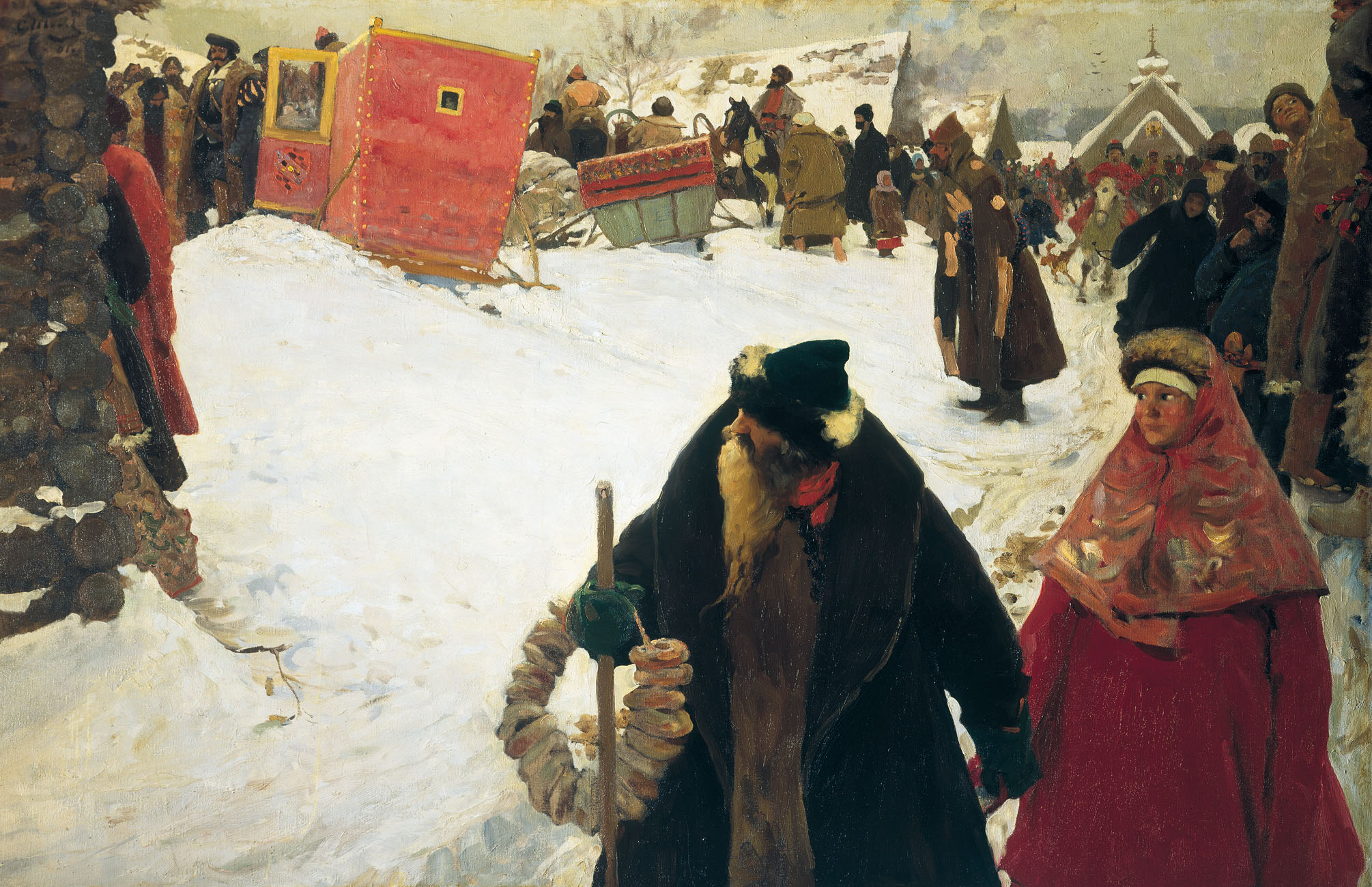
Приезд иноземцев. Картина С. И. Иванова.

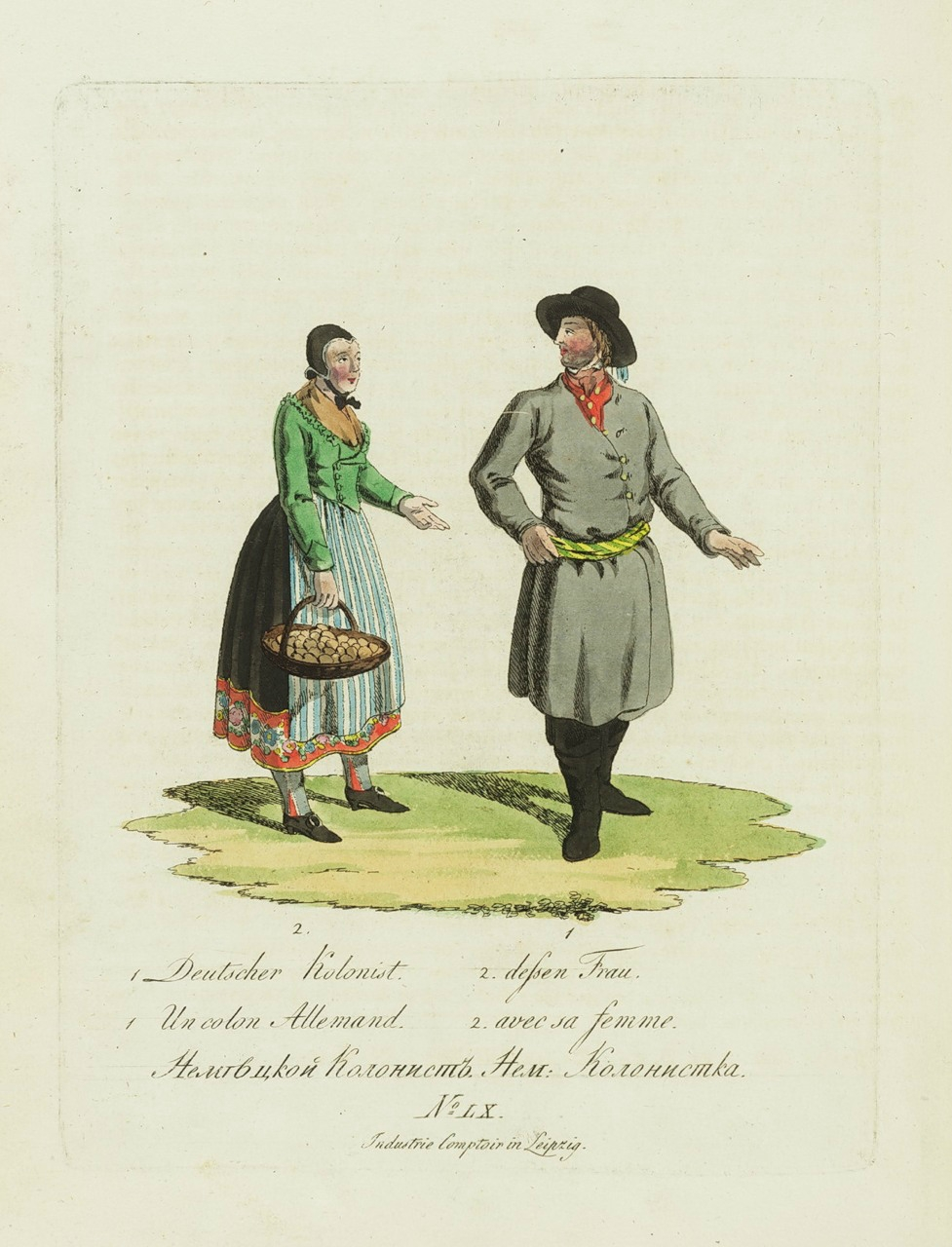
Немецкие колонисты в Российской империи.

Карта военно-административной единицы — Новой Сербии в Российской империи.

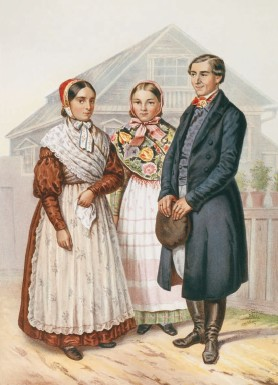
Немецкие колонисты в России, Г-Ф. Х. Паули, «Этнографическое описание народов России», 1862 год.

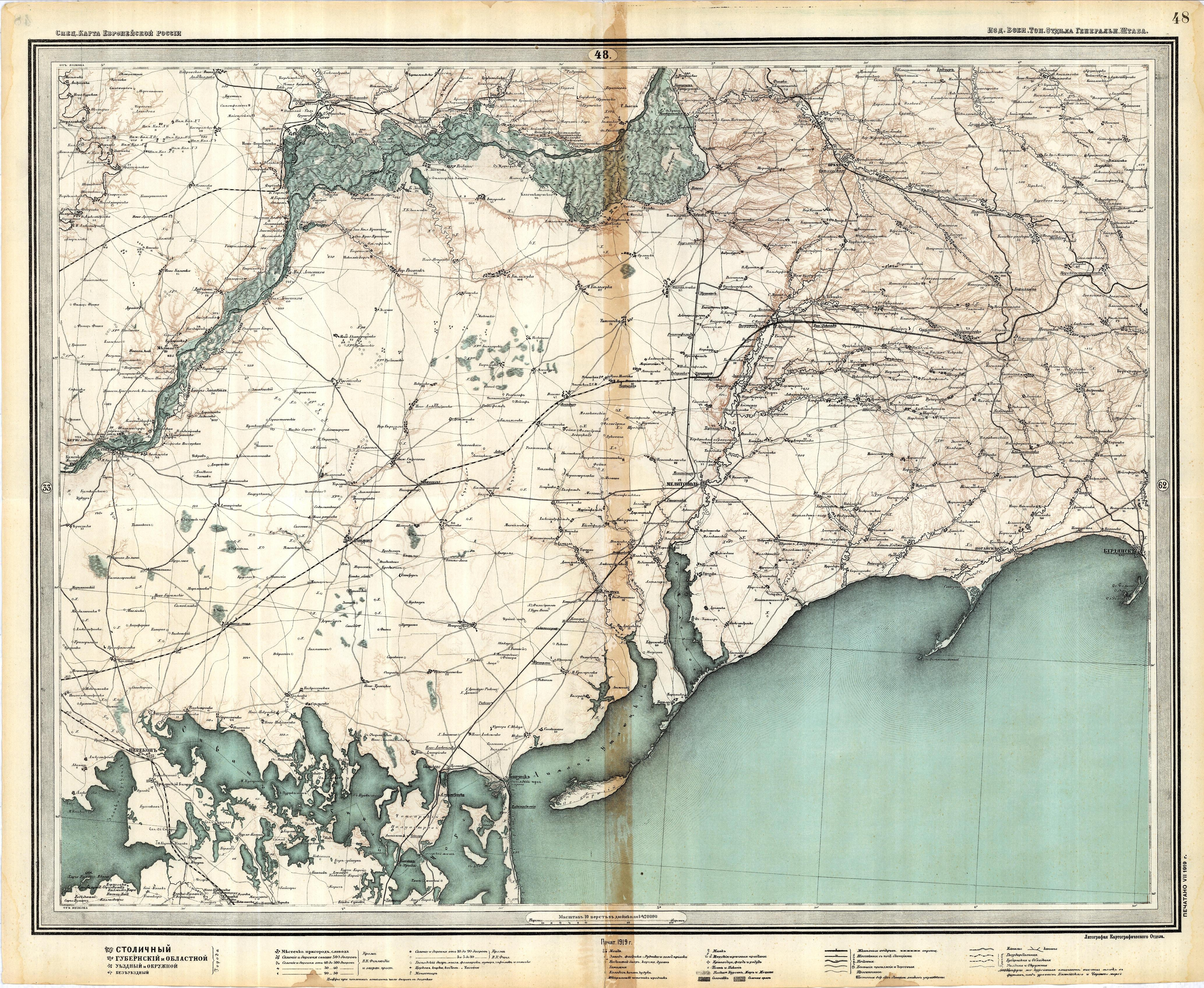
Северо-западное Приазовье, Российская имеперия.

Поселения иностранцев в Российской империи или Колонии в Российской империи — обозначение поселений (колоний), создаваемых иммигрантами, как правило, в малозаселённых районах Российской империи (Новороссия и так далее, ныне — юго-восточная и центральная части Украины), чаще всего по приглашению и с поддержкой российского правительства.
Исторически характерны значительные изменения географии переселения, групп населения, считающихся иностранцами.

## История

### Допетровская эпоха
Немецкая слобода в Лефортово, близ Москвы.

### Правление Петра I
При Елизавете Петровне усиливается стремление правительства заселять южные пустынные окраины иностранными колонистами.

### Колонии южных славян вXVIII веке
В 1752 году австрийскому сербу Ивану Хорват-Куртицу была дана привилегия на земли в Новороссии, на правом берегу Днепра, у тогдашней польской границы. Хорват-Куртиц поселил здесь 16 000 сербских выходцев и образовал из них два полка — один гусарский, прозванный по его имени хорватским, другой пехотный, под названием пандурский. Вся земля была названа Новой Сербией. Для защиты от беспокойных соседей — запорожцев — Хорват-Куртиц построил крепость Святой Елизаветы, из которой впоследствии образовался город Елисаветград. Другие сербские выходцы, Шевич и Депрерадович, получили в Бахмутской провинции земли, получившие название Славяносербии.
Поселенцы были расселены ротами; для них были выстроены шанцы, из которых впоследствии выросли значительные местечки, например, Новомиргород, Кривой Рог, и так далее. Земля была наделена по-ротно: рядовым — 20 — 30 четвертей, прапорщикам — 50, поручикам — 80, капитанам — 100.
В 1784 году земли Хорват-Куртица, Шевича и Депрерадовича вошли в состав Екатеринославского наместничества, причем сербские, болгарские и македонские полки слились со слободскими гусарскими полками, расположенными к северу от них.
Во время Первой турецкой войны, в 1769 году, из турецких выходцев (молдаван, валахов, болгар и т. д., перешедших на сторону России) образовано Бугское казачье войско; оно было поселено на границе, по р. Бугу, и получило льготу на 30 лет.

### Правление Екатерины II
Обширные размеры колонизация иностранцев Дикого поля получила на основании манифестов Екатерины II 1762, 1763 и 1764 годах. Переселенцам гарантированы были отправление обрядов по их вере, свобода от платежа податей на определённое число лет, отвод земель в достаточном количестве, свобода от военной службы, невмешательство чиновников во внутреннюю их юрисдикцию.
Для иностранцев была назначена местность между Доном и Волгой (от села Чердынского до Царицына и далее до безымянной реки, впадающей в Дон, затем вверх Доном до Саратовского уезда и далее до острова Чердынского).
Водворение переселенцев производилось округами, окружность которых определена была в 60 — 70 вёрст, а площадь — такой, чтобы на ней могло быть поселено до 1 000 семей; надел семьи определён был в 30 десятин, причём каждой колонии отводились запасные земли «для будущих детей». Эти законоположения, обнародованные в германских землях Священной римской империи через российских посланников, вызвали там сильное движение; все не имевшие ни крова, ни пищи записывались в колонисты: их манили не только обещанные льготы, но и получение кормовых денег (по 8 шиллингов в день со времени записки). Первые партии колонистов были неудачны как по нравственным качествам, так и по физическому развитию; они поселились на территории Саратовской и будущей Самарской губернии, и за время с 1764 по 1766 год образовали 102 колонии; кроме того, часть колонистов поселилась в губерниях Петербургской, Воронежской, Черниговской и Лифляндской.
В 1770 году вызов и приём переселенцев из-за границы был временно приостановлен, а по возобновлении, в 1782 году, направлен в Новороссийский край. В 1782 году князь Потёмкин водворил в Херсонской губернии партию шведов с острова Даго, основав шведский колонистский округ. С 1787 года началось переселение в Новороссию меннонитов из окрестностей Данцига и других немецких колонистов.

### Системы управления поселениями иммигрантов
Для заведования делом колонизации и устроенными колониями манифестом 1763 года была учреждена в Санкт-Петербурге «Канцелярия Опекунства иностранных», имевшая «власть и преимущества, равные против государственных коллегий»; она получала ежегодно 200 000 рублей на оказание помощи при переселении.
Непосредственное заведование колониями возложено было на комиссаров, а в 1766 году в Саратове учреждена «контора канцелярии опекунства иностранных», которой были подчинены комиссары. В 1782 году, по образовании губерний, канцелярия и контора канцелярии были упразднены, и управление колонистами, наравне с казёнными крестьянами, вверено было «директорам домоводства»; непосредственное заведование каждой колонией осталось в руках комиссара.
Ввиду крайнего упадка колоний и всеобщих жалоб поселенцев на злоупотребления и всякого рода стеснения, в 1797 году учреждена была при сенате особая «экспедиция государственного хозяйства, опекунства иностранных и сельского домоводства», для высшего заведования колониями, изъятыми из ведения общих учреждений. Эта экспедиция в 1802 году присоединена была к министерству внутренних дел, а при передаче колоний в ведение министерства государственных имуществ совсем упразднена. Под ведением экспедиции состояли местные управления колониями северными (то есть петербургскими), поволжскими и южного края. Для заведования колониями назначен был смотритель; эта должность существовала до 1841 года, когда обязанности смотрителя были возложены на окружного начальника. Для заведования поволжскими колониями была восстановлена в Саратове контора опекунства иностранных, ведавшая среди прочего всеми судебно-полицейскими и гражданскими делами между колонистами. В 1833 году контора опекунства была переименована в саратовскую контору иностранных поселенцев. Для управления колониями на юге России, в губерниях Таврической, Херсонской и Екатеринославской, была учреждена в Екатеринославе новороссийская (позже — Екатеринославская) контора опекунства иностранных, на одинаковых основаниях с саратовской конторой; впоследствии были учреждены ещё конторы одесская и бессарабская.
В 1819 году был учреждён в Екатеринославе попечительный комитет об иностранных поселенцах южного края России. С 1820 по 1833 годы комитет находился в Кишинёве, затем переведен в Одессу; в том же 1833 г. конторы иностранных поселенцев были упразднены. Отдельные колонии в губерниях Черниговской, Полтавской, Воронежской и др. состояли в непосредственном ведении местных губернаторов.
В 1804 году, после перехода главного управления колоний в ведомство министерства внутренних дел (1802), решено было допускать к переселению в Россию и к водворению на казённых землях исключительно хороших земледельцев, садоводов и скотоводов, а равно мастеровых, полезных в сельском быту, если каждый из них имеет в наличном капитале или товаре не менее 300 гульденов; число переселенцев ограничено было 200 семейств в год, которым уплачивалось только за суда или подводы; для колоний назначен Новороссийский край, по возможности ближе к портовым г. Одессе и Феодосии, на хозяйственное обзаведение выдавалась ссуда в 300 руб., а кормовые выдавались до первого урожая; льгота в податях и повинностях предоставлялась только на 10 лет.
5 августа 1819 г. Комитет министров принял «Положение О пересечении дальнейшего переселения в Россию иностранных выходцев». Дальнейшие переселения происходили по специальным разрешениям: например, в 1851 г. разрешено было поселение 100 семей меннонитов из Пруссии в Самарской губернии, в 1860 г. — славян из Турции. С учреждением министерства государственных имуществ в его ведение перешли все колонии; отдельные колонии, над которыми не было учреждено особых управлений и которые состояли в ведении начальников губерний, перешли в ведение палат государственных имуществ. Передача в их заведование колоний, состоявших в ведении саратовской конторы иностранных поселенцев и попечительного комитета об иностранных поселенцах южного края России, была признана неудобной, так как иностранные поселенцы, образуя привилегированное сословие, были всегда управляемы в другом духе и по другим основаниям, нежели крестьяне, и значительно отличались от последних верой, языком, степенью образования и хозяйственным бытом; поэтому как контора, так и комитет были сохранены. Хотя законом 1764 года были определены не только общие условия поселения иностранцев, но и надел, который подлежал отводу им, тем не менее, с каждой прибывавшей в Россию значительной партией колонистов были заключаемы особые условия; количество земли у поселенцев и условия водворения были, поэтому, весьма разнообразны. Выделяются среди всех колоний поселения меннонитов и Сарепта.

### Болгарские колонии
Переселения в Россию выходцев из Турции, главным образом болгар, начавшись в конце XVIII века, особенно усилились в первую четверть XIX века, по присоединении к России Бессарабии, благодаря энергии главного попечителя колоний, генерала Инзова; при нём были образованы 73 колонии, с населением в 24 тыс. душ. Когда, по Парижскому трактату 1856 г., отошли к Молдавии 40 болгарских колоний с населением в 47 тыс. душ, молдавское правительство отнеслось к ним крайне недружелюбно и начало их сильно притеснять. Поэтому в 1860 г. разрешено было принимать в Россию славян разных наименований и поселять их в Таврической и Херсонской губерниях, причём переселяющимся выдавались пособия; но уже в 1863 г. последовало прекращение переселения славян в Россию массами.
По окончании крымской войны значительная часть служивших в российских войсках волонтёров из греков, сербов, болгар, черногорцев и др. изъявили желание водвориться в России; таким волонтёрам в 1856 и 1864 гг. было разрешено причисляться к колониям их соплеменников в Новороссийском крае.

### Еврейские колонии
Евреи, большая часть из которых оказалась в пределах Российской империи после второго раздела Польши, зачастую рассматривались в Российской империи в качестве иностранцев. Им не дозволялось ни проживать в сельской местности, ни покидать черту оседлости. Результатом этих ограничений, а также ограничений в выборе занятия, явилась чрезвычайная скученность и нищета в местечках в пределах черты.
Указ от 9 декабря 1804 года позволил евреям в России переходить в крестьянское сословие для создания земледельческих поселений (колоний) на специально отведённых для этого незаселённых землях в Новороссии. Как и прочие колонисты, евреи получили временные налоговые льготы, освобождение от рекрутской повинности, а также субсидии для приобретения или покупки земельных угодий. На призыв правительства откликнулись несколько сотен еврейских семей из Белоруссии, которые основали первые земледельческие колонии в 1808 г. Но непривычность евреев к земледелию, с одной стороны, и трудность заселения неосвоенного степного края, с другой, привели вскоре к упадку этих колоний.
Указ императора Николая I «Положение о евреях» от 13 апреля 1835 года позволял евреям получать казённые земли в бессрочное пользование, приобретать и арендовать земельные участки в шести губерниях, а также предусматривал временные рекрутские и налогоплатёжные послабления для колонистов. В том же году состоялась неудачная попытка создания еврейских колоний в Сибири. Подавляющее большинство еврейских сельскохозяйственных колоний последующих лет было организовано в Бессарабской области, Екатеринославской и Херсонской губерниях.
За короткий промежуток времени в России появилась новая прослойка евреев-земледельцев, которые к середине XIX столетия составляли уже 3 % от всего еврейского населения страны, а в Бессарабской области — около 16 %. Политика поощрения еврейского земледелия в России была свёрнута императором Александром II новым указом от 30 мая 1866 года, вновь наложившим запрет на приобретение евреями земельных участков. Ещё более усугубили положение земледельческих колоний «Временные правила» 1882 года, согласно которым по истечении первоначального арендного срока земельные участки колоний не могли быть ни куплены, ни арендованы самими колонистами.

### Реформы 1860-х гг.
Предоставленные колонистам на рубеже XVIII—XIX вв. права и преимущества способствовали сначала быстрому развитию и процветанию колоний; но уже к середине XIX столетия, когда жизнь колоний стала много сложнее, узаконения о колонистах, вошедшие в XII том Свода законов, перестали соответствовать требованиям времени, так как они изолировали колонистов и мешали им слиться с общим населением империи. В 1860 г. из ведения колонистских управлений изъяты все судебно-следственные дела. Введение в действие положения о земских учреждениях изъяло из ведения колонистских управлений все дела, которые подлежат ведению земства. В 1866 г. колонии, состоявшие в ведении палат государственных имуществ в губерниях Воронежской, Новгородской, Самарской, Санкт-Петербургской и Черниговской, переданы в ведение общих губернских уездных и местных по крестьянским делам учреждений. Наконец, в 1871 г. изданы правила об устройстве колонистов (получивших название поселян-собственников), водворённых на казённых землях в губерниях Санкт-Петербургской, Новгородской, Самарской, Саратовской, Черниговской, Воронежской, Полтавской, Екатеринославской, Херсонской, Таврической и в Бессарабской области. Эти правила заключают в себе применение общих начал положения о крестьянах 1861 года, с сохранением многих льгот; они вошли в особое приложение к IX тому Свода законов. Колония Сарепта передана в ведение общих учреждений лишь в 1877 г.

### Поселения по губерниям на конец XIX века
За все время с 1764 по 1866 г. было основано иностранными поселенцами в России 549 колоний: в Таврической губернии — 165, в Самарской губернии — 131, Бессарабской — 70, Саратовской — 58, Екатеринославской — 53, Херсонской — 47, Петербургской — 12, Черниговской — 6, Новгородской — 3, Лифляндской — 2, Воронежской и Полтавской — по 1. Дальнейшее образование колоний, а с 1872 г. — селений поселян-собственников, происходило уже не на казённых, а на купленных колонистами землях.
По десятой ревизии в 12 вышеуказанных губерниях было колонистов мужского пола 201827, имевших удобной земли свыше 2 миллионов десятин; кроме того, безземельных колонистов оказалось более 20000.
По данным земской статистики, сведённым Н. Благовещенским («Сводный статистический сборник хозяйственных сведений по земским подворным переписям», М., 1893), оказалось в 1 уезде Санкт-Петербургской губернии, 4 уездах Саратовской, 2 уездах Самарской, 2 уездах Херсонской, 5 уездах Таврической и 2 уездах Екатеринославской губернии, а всего в 16 уездах среди бывших колонистов: домохозяев — 68587, душ мужского пола 235744, женского — 226506, а всего 462250; грамотных — 49,1 %; надельной земли удобной — 1784555 десятин, купленной земли — 269448 десятин, крупного скота — 389272 головы, мелкого — 1007052.
По данным, приведённым в статье Н. Велицына «Иностранная колонизация в России» (Русский вестник, 1889 и 1890), в 17 губерниях Европейской России 3792104 десятин, или 4,32 %, принадлежало бывшим колонистам общего количества земли в этих губерниях, причём в Бессарабской губернии процентное отношение = 14,7 %, в Таврической — 14,44 %, в Екатеринославской — 11,79 %.

#### Поселения в Закавказском крае
Особое управление сохранялось для колоний Закавказского края, в губерниях Тифлисской и Елизаветпольской. Первые поселенцы — немцы — явились в Грузию в 1817 г., главным образом из Вюртемберга; они отправились в количестве 1400 семей, но по дороге многие умерли от лихорадки, и на место пришло 486 семей, которые образовали 8 колоний; две другие колонии были основаны в 1842 и 1857 гг. В 1841 г. колонии были переданы в ведение грузино-имеретинской конторы государственных имуществ, в 1849 г. — в ведение экспедиции (с 1859 г. — департамента) государственных имуществ при управлении наместника. Внутреннее управление колоний возложено было на сельские приказы, состоявшие из шульца и двух бейзицеров.
С 1883 г. колонии перешли в ведение министерства государственных имуществ и подчинены местным управлениям государственных имуществ. На рубеже XIX—XX веков в 9 колониях числится 848 дымов (дворов), с населением в 4 931 душ обоего пола; земли у них 27 607 десятин; из этих 9 колоний 4 — земледельческие, 4 — виноградарские, 1 — скотоводческая.